# Oblast d'Ivano-Frankivsk
Ne doit pas être confondu avec Oblast d'Ivanovo.
L'oblast d'Ivano-Frankivsk (en ukrainien : Івано-Франківська область, Ivano-Frankivs’ka oblast’ ; en russe : Ивано-Франковская область, Ivano-Frankovskaïa oblast) est une subdivision administrative de l'Ouest de l'Ukraine.
Sa capitale est la ville d'Ivano-Frankivsk (aussi ukrainien : Станиславів). L'oblast compte 1,4 million d'habitants en 2021.

## Géographie
L'oblast d'Ivano-Frankivsk couvre une superficie de 13 928 km2, ce qui en fait l'une des plus petites d'Ukraine. Elle se trouve à la lisière des Carpates au sud et à l'ouest où se trouve le parc national de Verkhovyna. Elle est arrosée par le Dniestr et fait partie des régions historiques de Galicie, de Ciscarpathie et de Pocoutie.

## Histoire
L'oblast fut créée le 4 décembre 1939 dans le territoire envahi par l'Armée rouge en septembre 1939, conformément au pacte germano-soviétique, puis annexé par l'Union soviétique. L'oblast porta tout d'abord le nom d'« oblast de Stanislaviv », du nom de sa capitale Stanislaviv. Elle change de nom le 9 novembre 1962, quand le Présidium du Soviet suprême de la république socialiste soviétique d'Ukraine renomma  Ivano-Frankovsk la ville de Stanislaviv pour marquer le 300e anniversaire de la fondation de la ville et en l'honneur du célèbre écrivain ukrainien Ivan Franko.

## Population

### Démographie
Recensements (*) ou estimations de la population :
| 1959*     | 1970*     | 1979*     | 1989*     | 2001*     | 2010      |
| --------- | --------- | --------- | --------- | --------- | --------- |
| 1 094 639 | 1 249 271 | 1 331 894 | 1 423 489 | 1 409 760 | 1 380 716 |

| 2011      | 2012      | 2013      | 2014      | 2015      | 2021      |
| --------- | --------- | --------- | --------- | --------- | --------- |
| 1 379 766 | 1 380 128 | 1 381 788 | 1 382 096 | 1 382 553 | 1 361 109 |

| Année | Population | Naissances annuelles | Décès annuels | Solde naturel annuel | Taux de natalité (‰) | Taux de mortalité (‰) | Solde naturel (‰) | Indice de fécondité |
| ----- | ---------- | -------------------- | ------------- | -------------------- | -------------------- | --------------------- | ----------------- | ------------------- |
| 1990  | 1 431 400  | 22 290               | 15 002        | 7 288                | 15,5                 | 10,4                  | 5,1               | 2,20                |
| 1991  | 1 442 900  | 21 696               | 16 395        | 5 301                | 15,0                 | 11,3                  | 3,7               | 2,14                |
| 1992  | 1 451 500  | 21 012               | 16 489        | 4 523                | 14,4                 | 11,3                  | 3,1               | 2,06                |
| 1993  | 1 461 000  | 20 261               | 16 681        | 3 580                | 13,8                 | 11,4                  | 2,4               | 1,98                |
| 1994  | 1 465 600  | 19 279               | 17 020        | 2 259                | 13,1                 | 11,6                  | 1,5               | 1,88                |
| 1995  | 1 466 800  | 18 479               | 17 349        | 1 130                | 12,6                 | 11,8                  | 0,8               | 1,81                |
| 1996  | 1 462 300  | 17 746               | 17 289        | 457                  | 12,2                 | 11,9                  | 0,3               | 1,74                |
| 1997  | 1 455 400  | 16 948               | 17 398        | -450                 | 11,7                 | 12,0                  | -0,3              | 1,67                |
| 1998  | 1 448 200  | 15 798               | 16 406        | -608                 | 10,9                 | 11,4                  | -0,5              | 1,56                |
| 1999  | 1 439 600  | 14 548               | 17 308        | -2 760               | 10,1                 | 12,1                  | -2,0              | 1,44                |
| 2000  | 1 430 100  | 14 631               | 17 301        | -2 670               | 10,3                 | 12,1                  | -1,8              | 1,44                |
| 2001  | 1 420 200  | 13 851               | 17 662        | -3 811               | 9,8                  | 12,5                  | -2,7              | 1,36                |
| 2002  | 1 409 760  | 13 911               | 17 890        | -3 979               | 9,9                  | 12,7                  | -2,8              | 1,33                |
| 2003  | 1 403 659  | 14 113               | 18 600        | -4 487               | 10,1                 | 13,3                  | -3,2              | 1,36                |
| 2004  | 1 397 822  | 14 992               | 18 031        | -3 039               | 10,7                 | 12,9                  | -2,2              | 1,39                |
| 2005  | 1 393 616  | 14 994               | 18 814        | -3 820               | 10,8                 | 13,5                  | -2,7              | 1,42                |
| 2006  | 1 388 947  | 15 813               | 18 399        | -2 586               | 11,4                 | 13,3                  | -1,9              | 1,45                |
| 2007  | 1 385 372  | 16 243               | 18 811        | -2 568               | 11,7                 | 13,6                  | -1,9              | 1,50                |
| 2008  | 1 382 603  | 16 983               | 18 385        | -1 402               | 12,3                 | 13,3                  | -1,0              | 1,55                |
| 2009  | 1 381 062  | 17 333               | 17 565        | -232                 | 12,6                 | 12,7                  | -0,1              | 1,60                |
| 2010  | 1 380 716  | 16 343               | 17 521        | -1 178               | 11,8                 | 12,7                  | -0,9              | 1,58                |
| 2011  | 1 379 766  | 16 497               | 16 657        | -160                 | 12,0                 | 12,1                  | -0,1              | 1,55                |
| 2012  | 1 380 128  | 17 101               | 16 801        | 300                  | 12,4                 | 12,2                  | 0,2               | 1,63                |
| 2013  | 1 381 788  | 16 716               | 17 358        | -642                 | 12,1                 | 12,6                  | -0,5              | 1,60                |
| 2014  | 1 382 096  | 16 886               | 17 670        | -784                 | 12,2                 | 12,8                  | -0,6              | 1,64                |
| 2015  | 1 382 553  | 15 583               | 17 685        | -2 102               | 11,3                 | 12,8                  | -1,5              | 1,54                |
| 2016  | 1 382 352  | 14 660               | 17 221        | -2 561               | 10,6                 | 12,5                  | -1,9              | 1,46                |
| 2017  | 1 379 915  | 13 426               | 17 306        | -3 880               | 9,7                  | 12,5                  | -2,8              | 1,36                |
| 2018  | 1 377 496  | 12 645               | 17 449        | -4 804               | 9,2                  | 12,7                  | -3,5              | 1,31                |

### Structure par âge
0-14 ans : 17,2 %  (hommes 121 155/femmes 114 133)
15-64 ans : 68,7 %  (hommes 461 057/femmes 480 390)
65 ans et plus : 14,1 %  (hommes 66 178/femmes 127 613) (2019 officiel)

### Âge médian
total : 38,5 ans 
homme : 36,1 ans 
femme : 41,0 ans  (2019 officiel)

### Raïons
Avec la réforme administrative de 2020 l'oblast se divise en : 
- Raïon de Verkhovyna,
- Raïon d'Ivano-Frankivsk,
- Raïon de Kalouch,
- Raïon de Kolomya,
- Raïon de Kossiv,
- Raïon de Nadvirna.

### Principales villes
Les principales villes de l'oblast sont Bolekhiv, Bourchtyn, Dolyna, Halytch, Horodenka, Ivano-Frankivsk, Kalouch, Kolomyia, Kossiv, Nadvirna, Rohatyn, Sniatyn, Tloumatch et Tysmenytsia.

### Nature
C'est une région des Carpates riche en ressources naturelles et en parcs : le parc national de Halytch, le parc national des Carpates, le parc national de Houtsoulie, le parc national de Verkhovyna plus des réserves locales.

## Administration politique

### Gouverneurs
- Vasyl Pavlyk (Représentant du président) (1992 - 1994)
- Stepan Volkovetski (Président du Comité Exécutif) (1994 - 1995)
- Stepan Volkovetski (1995 - 1997)
- Mykhailo Vyshyvanyuk (1997 - 2005)
- Roman Tkach (2005 - 2007)
- Mykola Paliychuk (2007 - 2010)
- Mykhailo Vyshyvanyuk (2010 - 2013)
- Vasyl Chudnov (8 novembre 2013 - 2 mars 2014)
- Andriy Trotsenko (2014)
- Oleh Honcharuk (2014 - 2019)
- Maria Savka (Intérim) (2019)
- Denys Chmyhal (1er août 2019 - 4 février 2020)
- Vitaliy Fedoriv (24 avril 2020 - 5 novembre 2020)
- Maria Savka (Intérim) (2020)
- Andriy Boychuk (24 décembre 2020 - 8 juillet 2021)
- Svitlana Onychtchouk (8 juillet 2021 - aujourd'hui

## Galerie d'images

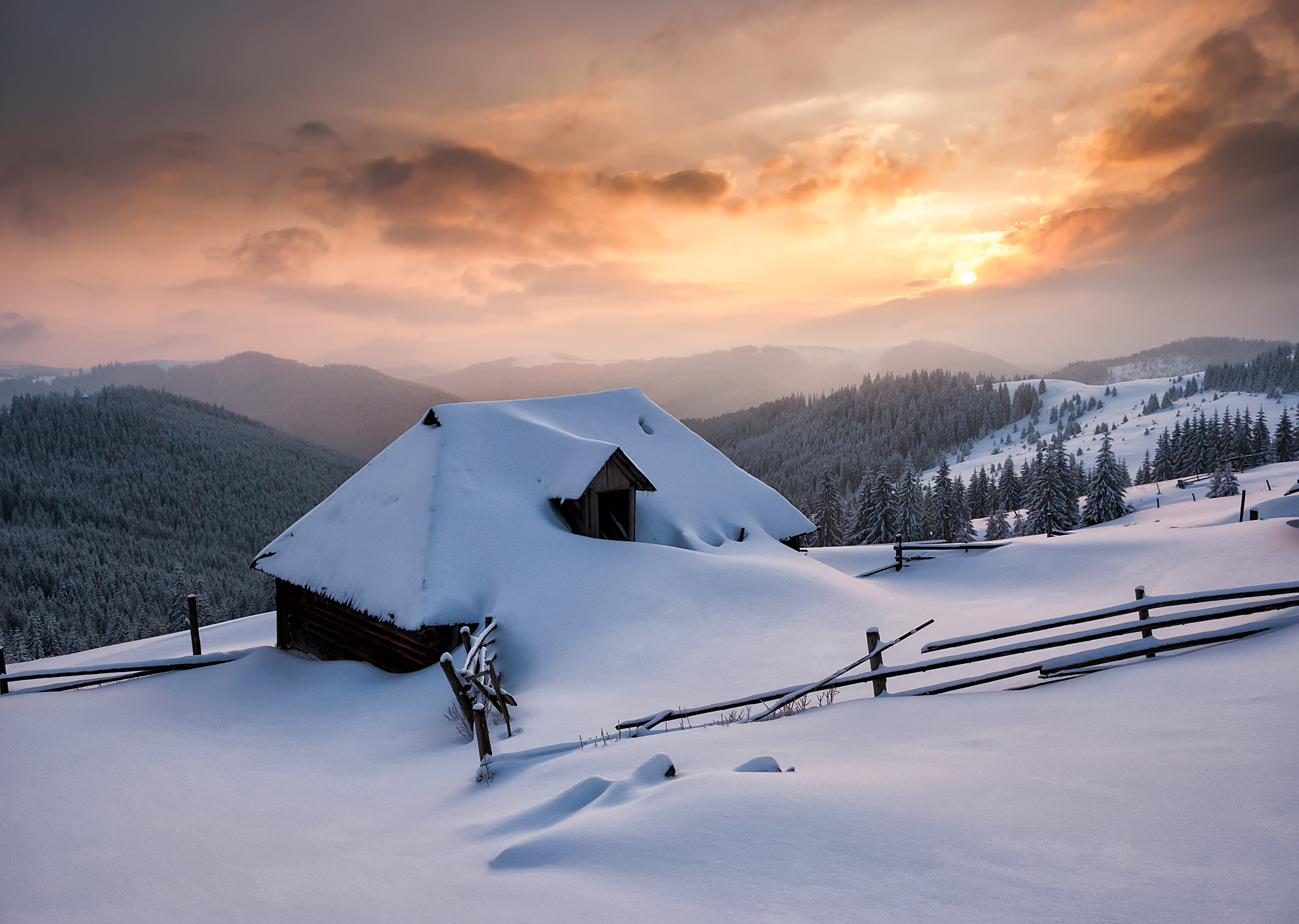
Vallée de Doukonia dans le parc national de Verkhovyna.
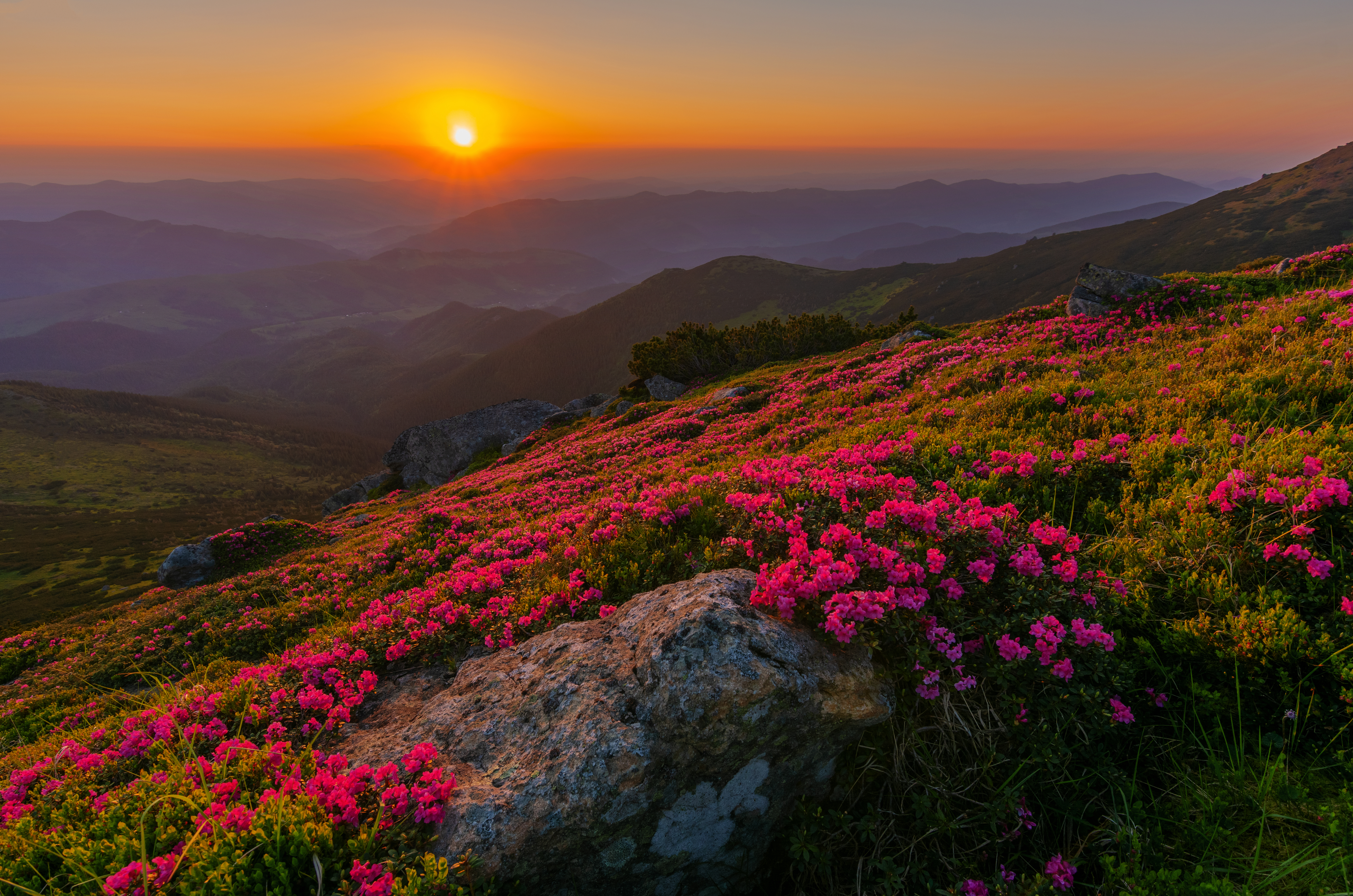
Vue des Carpates dans l'oblast d'Ivano-Frankivsk.
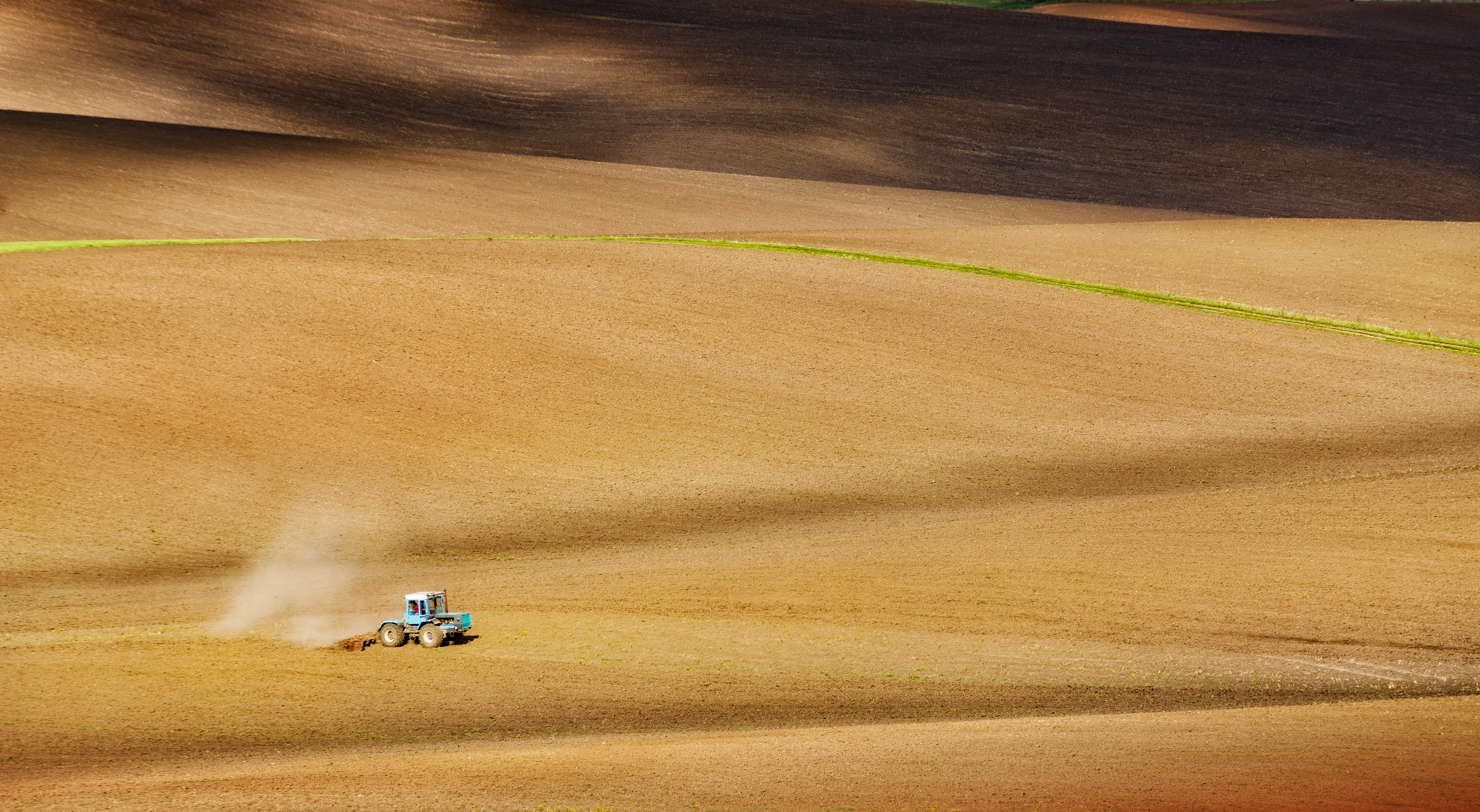
Grofa, dans la commune de Rojniativ, territoire montagneux d'Ivano-Frankivsk.
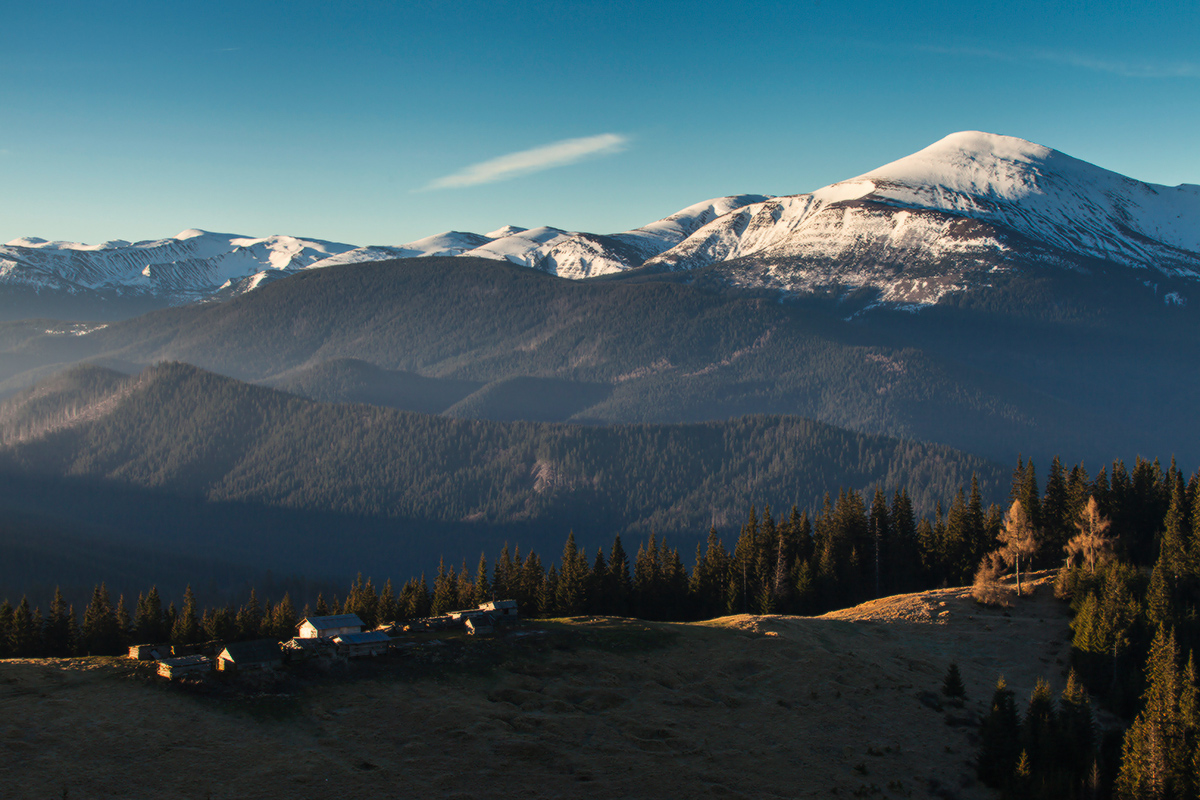
Le mont Hoverla.
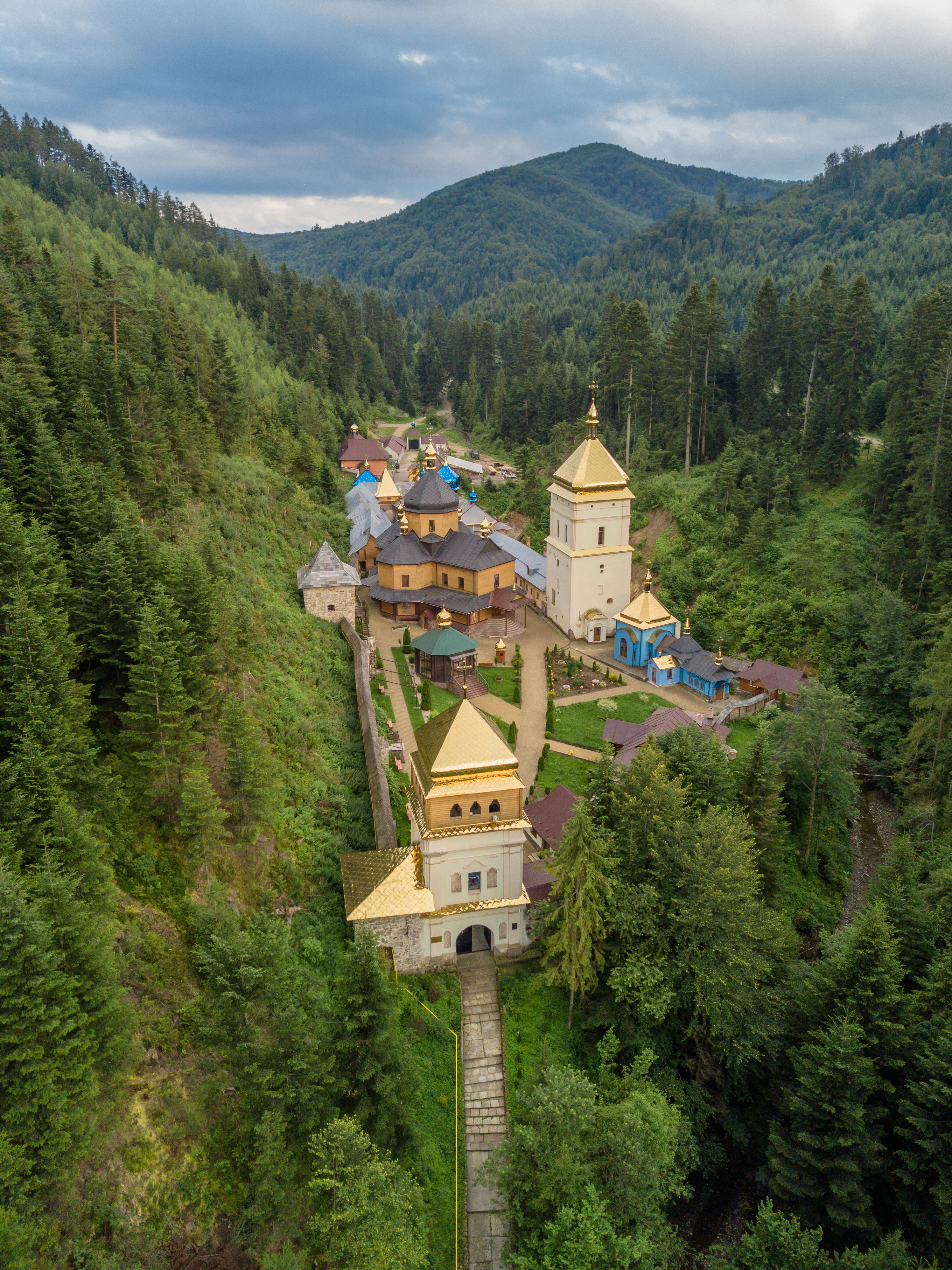
Le Skite de Maniava dans la réserve naturelle de Maniava.
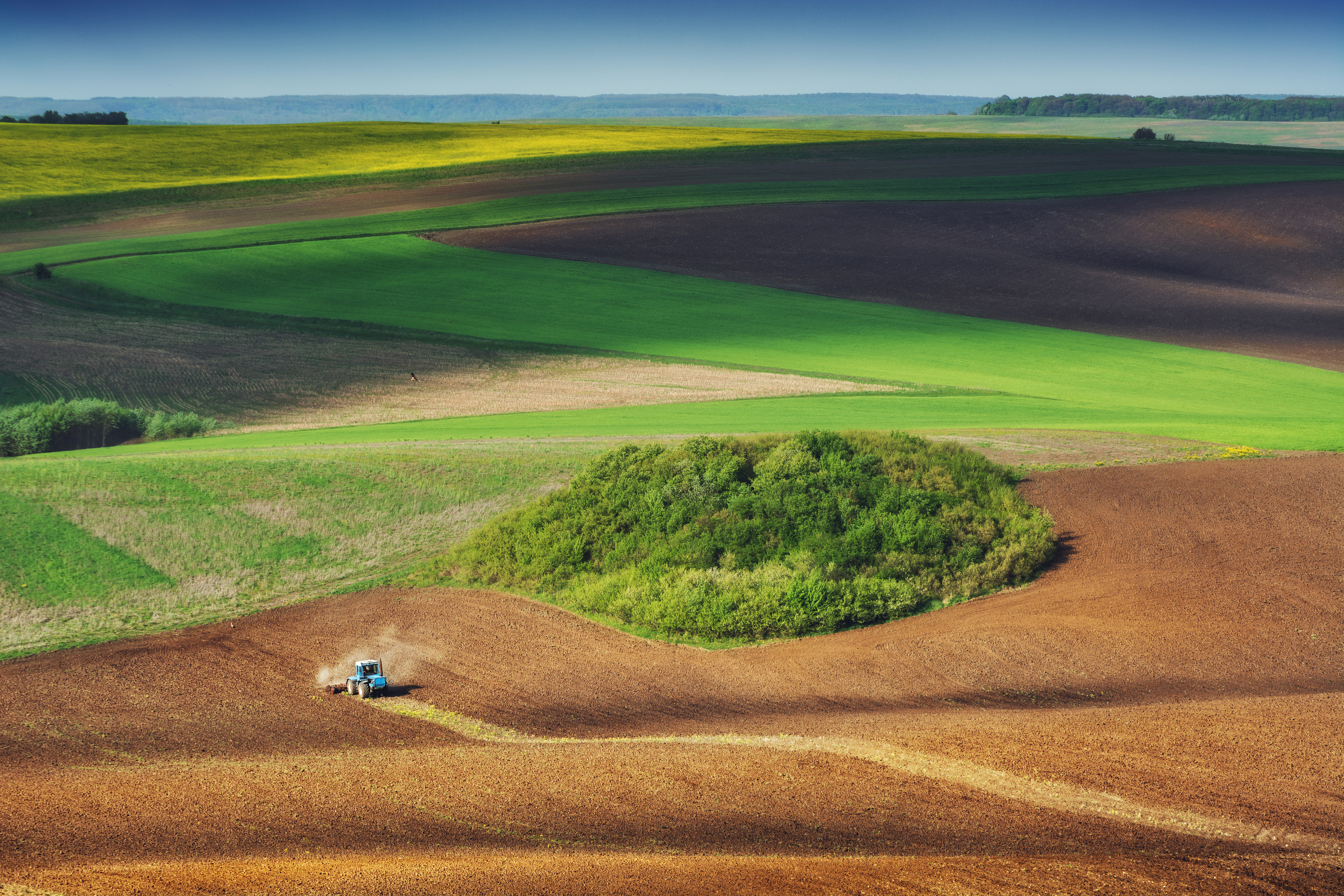
Un tracteur T-150K dans un champ de l'aire protégée de Kasova Hora dans l'oblast d'Ivano-Frankivsk.

## Personnalités liées

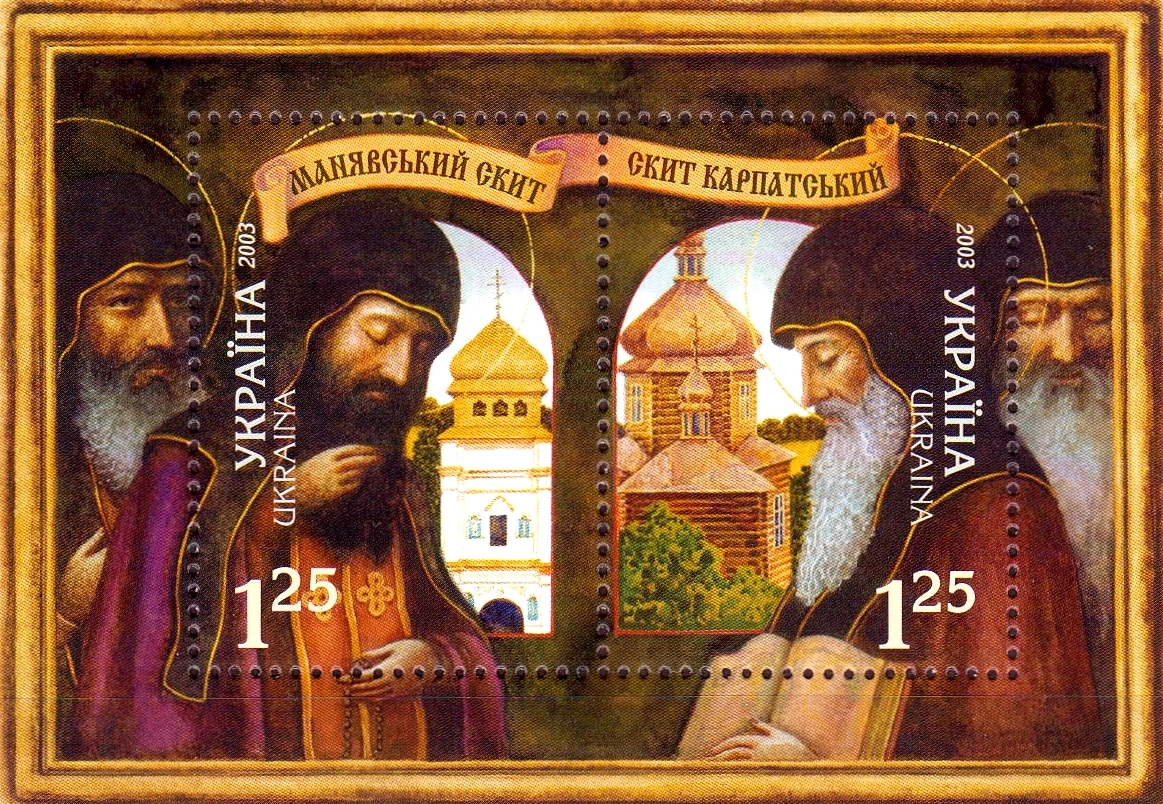
Job et Théodoze de Manyava, timbre ukrainien de 2003.

- Anastasia Nastia Stanko (1986-), journaliste et animatrice de télévision ukrainienne.
- Job de Manyava, créateur du Skite de Maniava.